# سيتي سنتر عجمان
سيتي سنتر عجمان هو مركز تسوق تجاري [الإنجليزية] في إمارة عجمان بالإمارات العربية المتحدة، تملكه وتُديره مجموعة ماجد الفطيم. افتُتح المول سنة 1998، ويمتد على مساحة إجمالية تبلغ 34,000 م2 (370,000 قدم2)، في حين يزوره سنويا حوالي 10.5 مليون زائر، وهو أكبر مركز تجاري في الإمارة. يقع سيتي سنتر عجمان على شارع الاتحاد (E11) في منطقة الجرف مُقابل تقاطع الشيخ خليفة وشمال شارع الشيخ مكتوم بن راشد. يضم المركز التجاري 79 علامة تجارية عالمية ومحلية، بما في ذلك متجر كارفور وصالة فوكس السينمائية وماجيك بلانيت، إلى جانب 18 مطعما ومقهى.

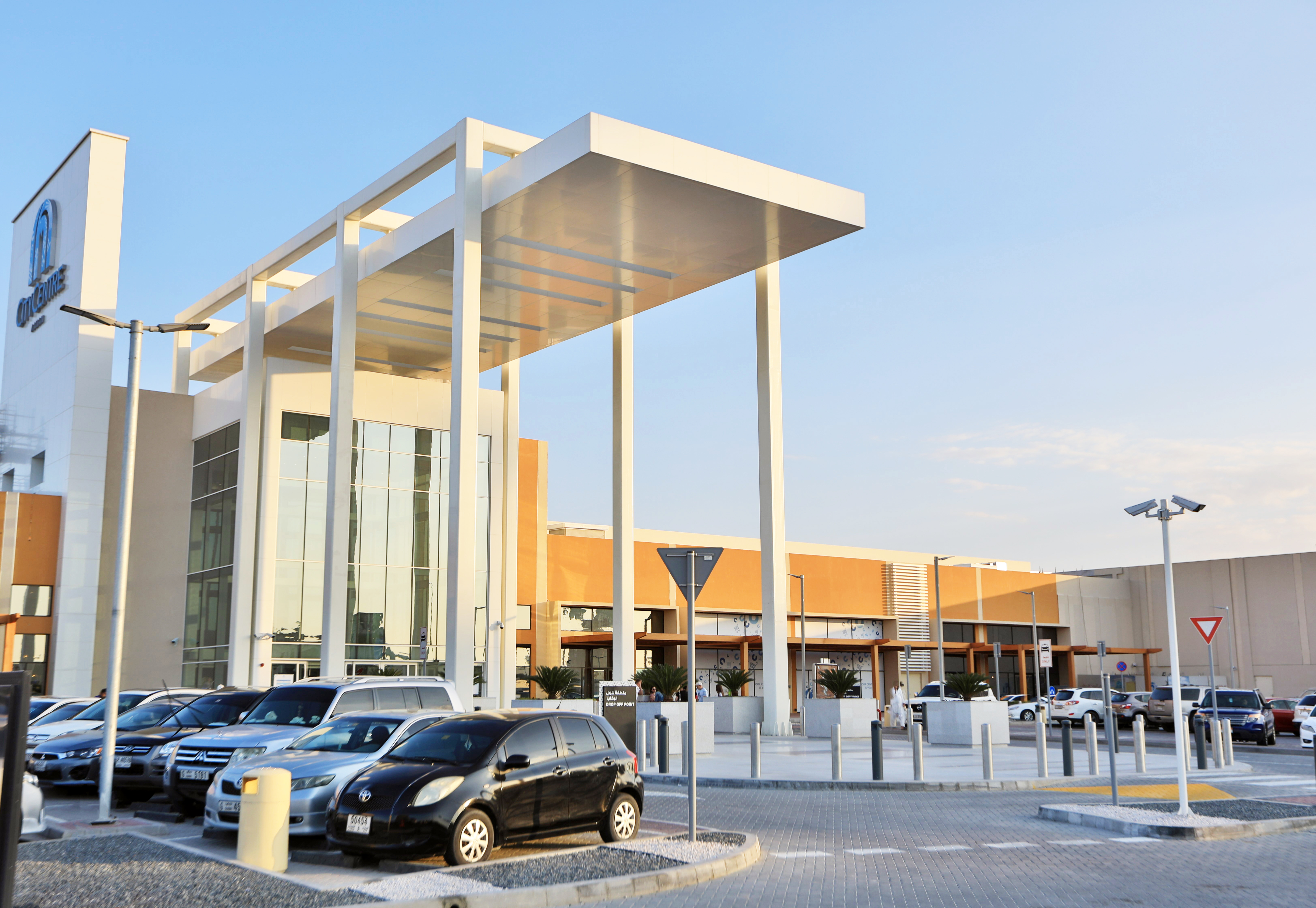
سيتي سنتر عجمان

في يوليو 2016، خضع المركز التجاري لعملية توسعة كبيرة في مرافقه. وفي ديسمبر 2017، أُطلق الجناح الجديد المُكون من 39 محلا تجاريا.

## تاريخ
افتُتح سيتي سنتر عجمان في 1 ديسمبر 1998، بحضور كُل من حاكم عجمان آنذاك حميد بن راشد النعيمي وماجد الفطيم مُؤسس ومالك ورئيس مجموعة ماجد الفطيم. المركز التجاري مملوك ومُدار من قبل شركة ماجد الفطيم العقارية، وهي شركة إماراتية للخدمات العقارية تابعة لمجموعة ماجد الفطيم. سيتي سنتر عجمان هُو واحد من 13 مركزًا تجاريًا يحمل العلامة التجارية للشركة "سيتي سنتر"، وهُو كذلك ثاني مركز تجاري تابع لمجموعة ماجد الفطيم العقارية يتم افتتاحه، وذلك بعد إطلاق ديرة سيتي سنتر قبله بثلاث سنوات. سُمي المول في البداية باسم عجمان سيتي سنتر، ثُم غُير بعده للاسم الحالي سنة 2014.

## الموقع
يقع سيتي سنتر عجمان على شارع الاتحاد (E11) في منطقة الجرف مقابل تقاطع الشيخ خليفة وشمال شارع الشيخ مكتوم بن راشد.

## الحجم
تبلغ المساحة الإجمالية للمركز التجاري 34,000 م2 (370,000 قدم2)، ويتألف من طابق واحد يحتوي 79 متجرا و18 مطعما ومقهى، إلى جانب 2100 مكان لرُكن السيارات. يوجد بالمول أيضا صالة سينما متعددة ومركز ماجيك بلانيت للترفيه العائلي. من المُقرر أن تتم توسعة المركز لتصل مساحته الإجمالية إلى 55,300 م2 (595,000 قدم2)، بحيث يأخذ ماجيك بلانيت 1,466 م2 (15,780 قدم2)، وتُغطي صالة فوكس السينمائية مساحة 3,515 م2 (37,840 قدم2)، بينما يقع متجر كارفور على مساحة 13,606 م2 (146,450 قدم2)، في حين يُغطي متجر إتش آند إم مساحة 1,670 م2 (18,000 قدم2)، ويتواجد متجر سن آند ساند سبورتس على مساحة 834 م2 (8,980 قدم2). 

## الهندسة المعمارية
اتبع مُصممو المركز التجاري في تصميمهم تصميمًا مُعاصرًا اعتُمد فيه على سقف مُنور يُتيح إضاءة المول نهارا بضوء الشمس. أُنشئ جناح جديد بالمركز وافتُتح في ديسمبر 2017.

## الزوار
يزور سيتي سنتر عجمان حوالي 10.5 مليون زائر سنويًا، مُعظمهم من منطقة الإمارات الشمالية (عجمان والشارقة ورأس الخيمة وأم القيوين)، بينما البقية مُكونة من السياح الذين يزورون المنطقة.

## محلات التسوق
يضُم المركز التجاري 79 محلا تجاريا، تشمل متاجر كارفور وسنتربوينت وفرعًا لسلسلة الأزياء السويدية إتش آند إم، ومتجرا لشركة أريج لمُستحضرات التجميل، ومتجرا لسلسلة الملابس الرياضية سان آند ساند سبورتس. كما يحتوي المول أيضا على متاجر أخرى مُتخصصة في الأزياء والملابس والمُجوهرات والساعات والأحذية والنظارات والعُطور ومُستحضرات التجميل والأجهزة الإلكترونية والألعاب التعليمية. يتواجد بالمول أيضًا مكتب صرف عملات ومكتب لشركة اتصالات وشركة دو للاتصالات.

## المطاعم
يحتوي سيتي سنتر عجمان على 18 مطعمًا ومقهى، من بينها فروع لشركات ناندوز وبيتزا إكسبريس [الإنجليزية] وتيم هورتنز ومادو كافيه وجيرارد كافيه وستاربكس وكنتاكي وماكدونالدز وسينابون.

## وسائل الترفيه
تتواجد في المركز التجاري صالة فوكس السينمائية، وهي صالة السينما الوحيدة في عجمان. تتميز هذه الصالة بتقنيات عرض ماكس و4 دي إكس وتتوفر على غرفة عرض خاصة بالأطفال، وتتسع لـ 1،369 شخصًا. تُعرض في الصالة إنتاجات هوليوود وبوليوود، إضافة إلى الإنتاجات العربية. كما يتواجد في المول أيضا فرع لماجيك بلانيت لألعاب الأطفال.

## الخدمات
تتوفر داخل المول الخدمات التالية:
- أجهزة صراف آلي.
- قسائم ماجد الفطيم.
- مراكز لتحويل العملات.
- مناطق لسيارات الأجرة.
- مكتب خدمة العملاء.
- مرفق المفقودات.
- المساعدة الشخصية في حالات الطوارئ، حيث عُين عدد من الموظفين لهذه الخدمة ودُربوا على الإسعافات الأولية، إضافة إلى أنهُم مُكلفين بإخطار خدمات الطوارئ في حالة وقوع حادث كبير.
- غرف الصلاة للرجال والنساء.
- منطقة الترولي.
- الكراسي المتحركة.
- أجهزة الدفع لشركتي اتصالات ودو.
- غسيل سيارات في موقف السيارات.
- واي فاي مجاني.
- مآخذ كهربائية مُتاحة للاستخدام العام.[15][16]